# Margarites striatus
Margarites striatus là một loài ốc biển, là động vật thân mềm chân bụng sống ở biển thuộc họ Margaritidae, họ ốc xà cừ.

## Hình ảnh

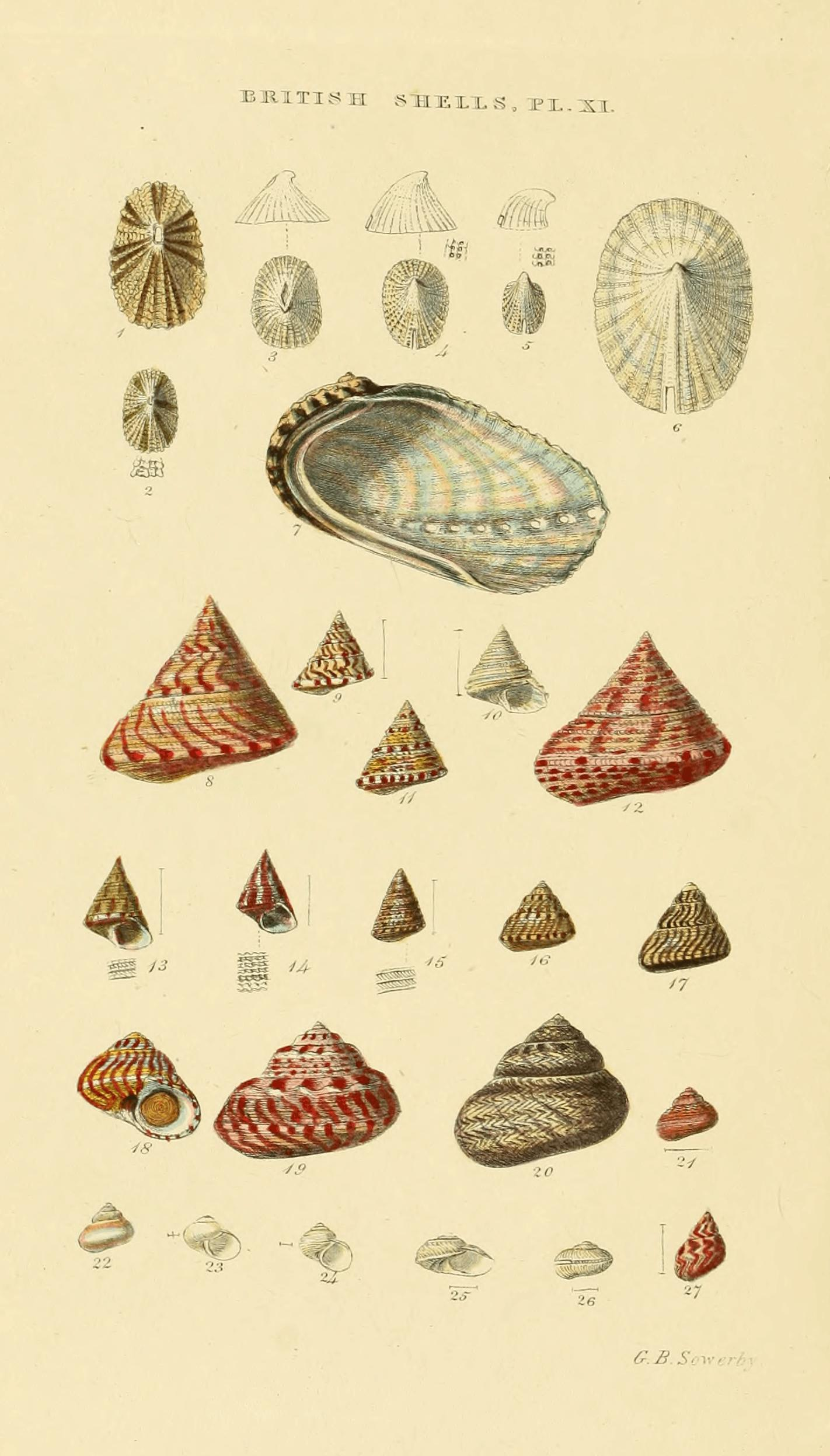